# Монах с железным кулаком
«Монах с железным кулаком» (кит. 三德和尚與舂米六, англ. The Iron Fisted Monk, букв. Монах Сам Так и Чун Майлук) — фильм с боевыми искусствами 1977 года. Режиссёрский дебют Саммо Хуна.

## Сюжет
Чун Майлук (в некоторых переводах Хоукер) — ученик монахов Шаолиня. Он изучает кунг-фу, чтобы отомстить за своего дядю, который был убит маньчжурами, контролирующими всю провинцию. Он рано заканчивает обучение, в надежде преподать урок убийцам объединяется с мастером кунг-фу, монахом Сам Так, который учит группу фабричных рабочих, чтобы они смогли защитить себя. Когда маньчжуры атакуют фабрику и убивают там всех, Майлук и его буддийский друг решают нанести ответный удар.

## В ролях
| Актёр        | Роль                              |
| ------------ | --------------------------------- |
| Чэнь Син     | монах Сам Так                     |
| Саммо Хун    | Чун Майлук                        |
| Джеймс Тянь  | Че Нгафук, шаолиньский инструктор |
| Чэнь Вэйин   | младшая сестра Ченлёна            |
| Ван Ся       | босс Оньфука                      |
| Лоу Хойпхан  | Нгау Ченлён                       |
| Дин Сэк      | советник                          |
| Чжао Сюн     | Нгой Ло                           |
| Фун Хакъон   | Пак Оньфук                        |
| У Ма         | клиент мисс Чунь                  |
| Казанова Вон | шаолиньский ученик                |
| Ян Ви        | бандит                            |
| Ям Сайкунь   | бандит                            |

## Премьеры
- Гонконг — премьера киноленты в кинотеатральном прокате состоялась 25 августа 1977 года[6].
- Республика Корея — прокат фильма на больших экранах стартовал 1 декабря 1977 года[2].

## Оценки кинокритиков
Альмар Хафлидасон с BBC Online поставил фильму 4 звезды из 5 возможных и порекомендовал его фанатам Саммо Хуна. Дж. Дойл Уоллис с DVD Talk поставил оценку 3,5 из 5, отметив солидные поединки и приличный сюжет. Дэвид Джонсон с сайта DVD Verdict написал, что «вялое начало уступает безжалостному рукопашному спектаклю шутовства».